# Médias au Bénin

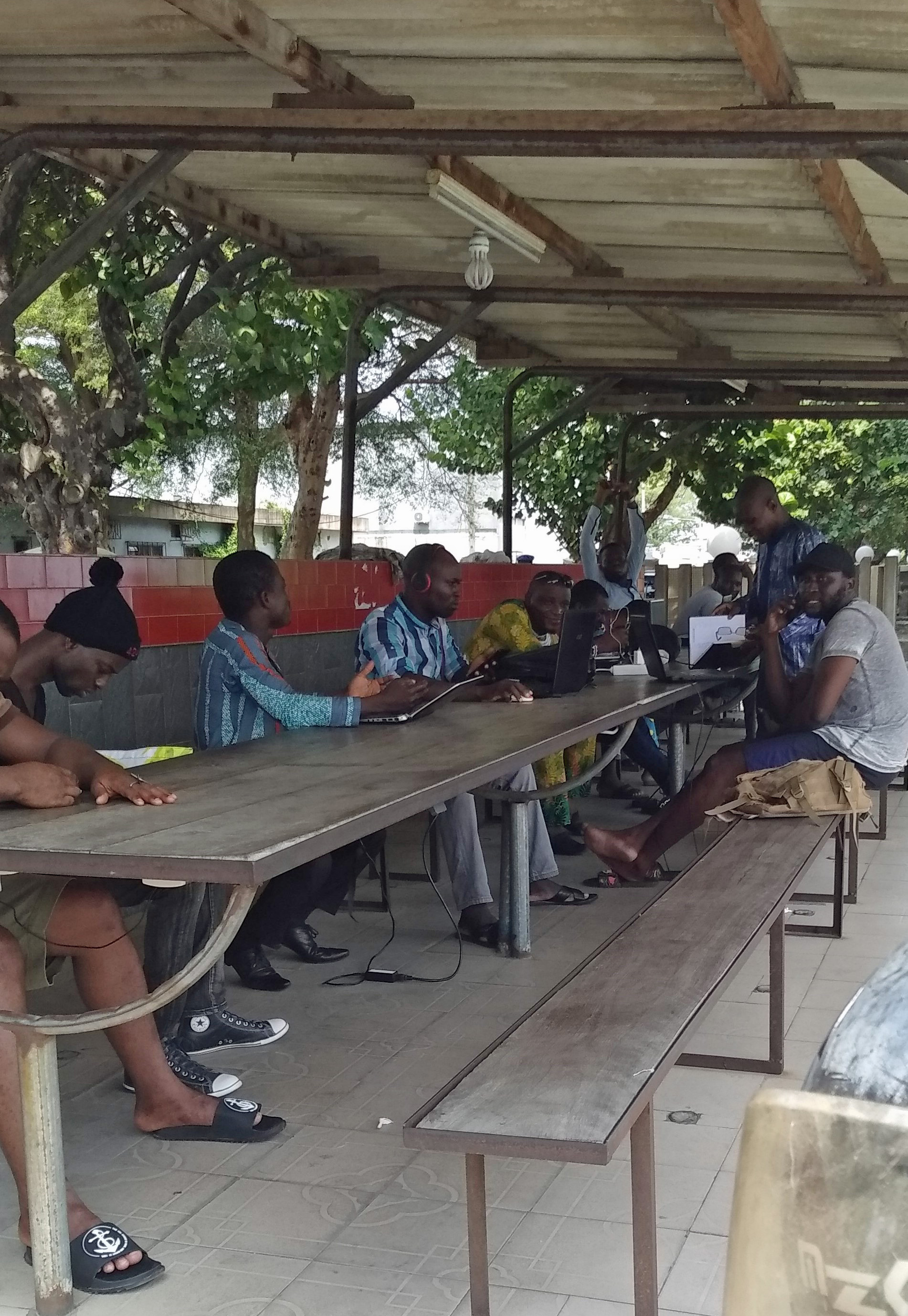
Espace public de connexion internet à Cotonou.

Les médias au Bénin constituent l'un des paysages les plus pluralistes de la région et bénéficient d’une liberté d’expression garantie par la Constitution de 1990,. 
En 2019, on y dénombre plus de 70 radios, une soixantaine de titres de presse et une quinzaine de chaînes de télévision. Cependant, depuis l'élection présidentielle de 2016, ils font l'objet d'une plus grande surveillance de la part du gouvernement.

## Histoire
À l'ère coloniale, la plupart des médias sont français, notamment ceux diffusés par les missionnaires chrétiens à des fins d'évangélisation. Ainsi un bulletin catholique de doctrine et d’information, La Croix au Dahomey, est fondé en 1946, renommé La Croix du Bénin à l'indépendance et toujours publié. Plusieurs titres de presse appartiennent aussi aux explorateurs européens. 
Quelques initiatives africaines voient cependant le jour, comme celle de Louis Hunkanrin qui fonde en 1950 le premier véritable journal local, L'Éveil. De nouveaux médias émergent au moment de l'indépendance, mais beaucoup dépérissent peu à peu pour des raisons politiques ou économiques.
En 2002 il n'y a qu'un seul quotidien, Ehuzu (qui deviendra plus tard La Nation), voix officielle du gouvernement, avec un tirage d'environ 12 000 exemplaires, mais une cinquantaine d'autres périodiques sont publiés, le plus souvent à Cotonou.

## Régulation
Les principales institutions de régulation sont : la Haute autorité de l'audiovisuel et de la communication (HAAC), contrôlée par le gouvernement ; un organisme d’autorégulation,  l'Observatoire de la déontologie et de l'éthique dans les médias (ODEM) ; ainsi que qu'un certain nombre d’associations professionnelles, telles que l'Union des professionnels des médias du Benin (UPMB), le Syndicat national pour les professionnels des médias du Benin (SYNAPRMEB), le Syndicat des travailleurs de médias du Benin (SYNTRA-Media) ou le Syndicat national des professionnels de la presse privée (SYNAPROP-Benin).

## Presse écrite
En 2011, le Bénin comptait une centaine de journaux, dont une soixantaine de quotidiens, tels que La Nouvelle Tribune, fondé en 2001.
Selon le classement mondial de la liberté de la presse établi chaque année par Reporters sans frontières, le Bénin se classe en 96e position (sur 180 pays) en 2019. Il recule ainsi de 12 places par rapport à l'année précédente.

## Audiovisuel

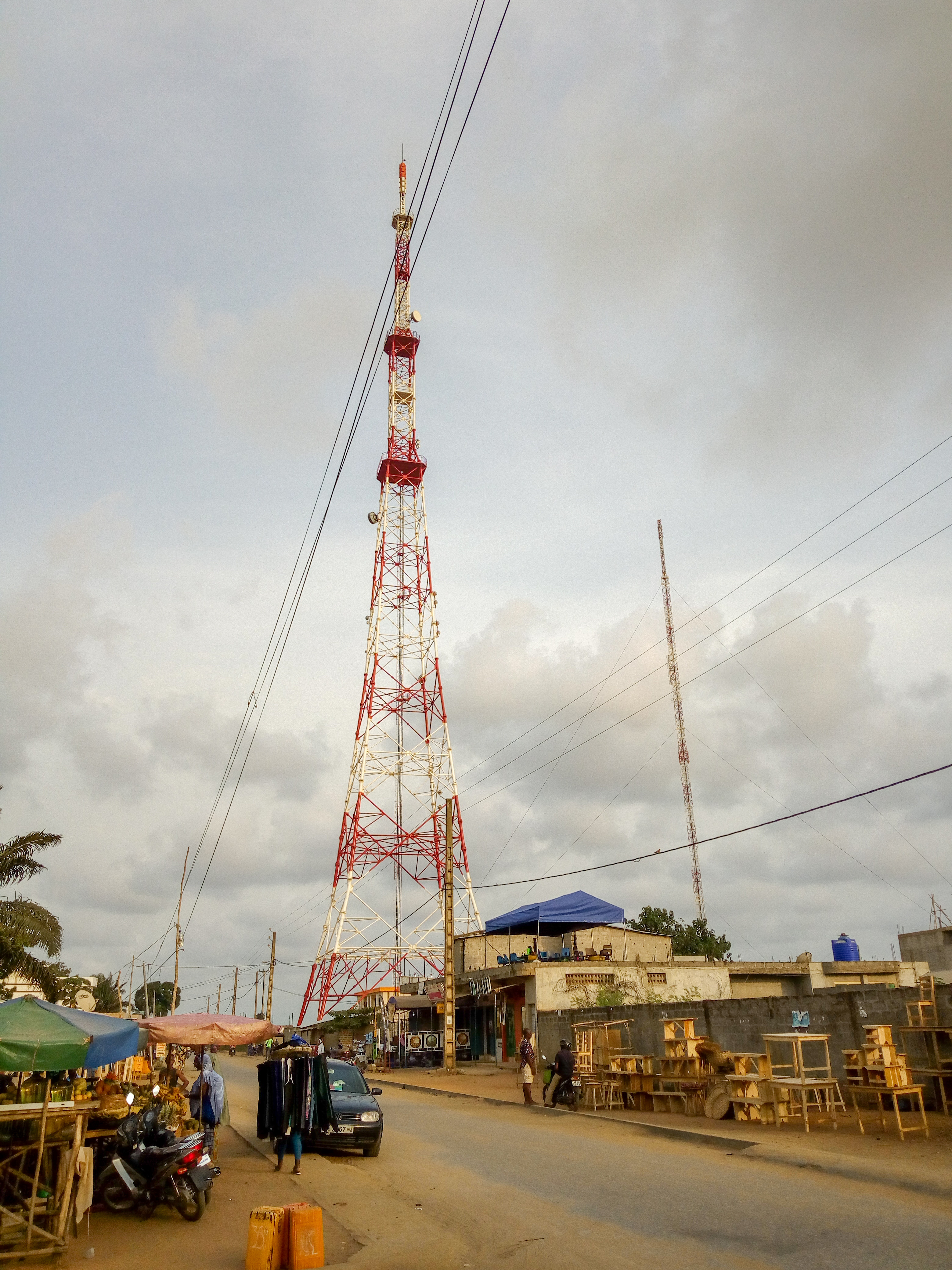
Pylône de radiodiffusion de la SRTB à Abomey-Calavi.

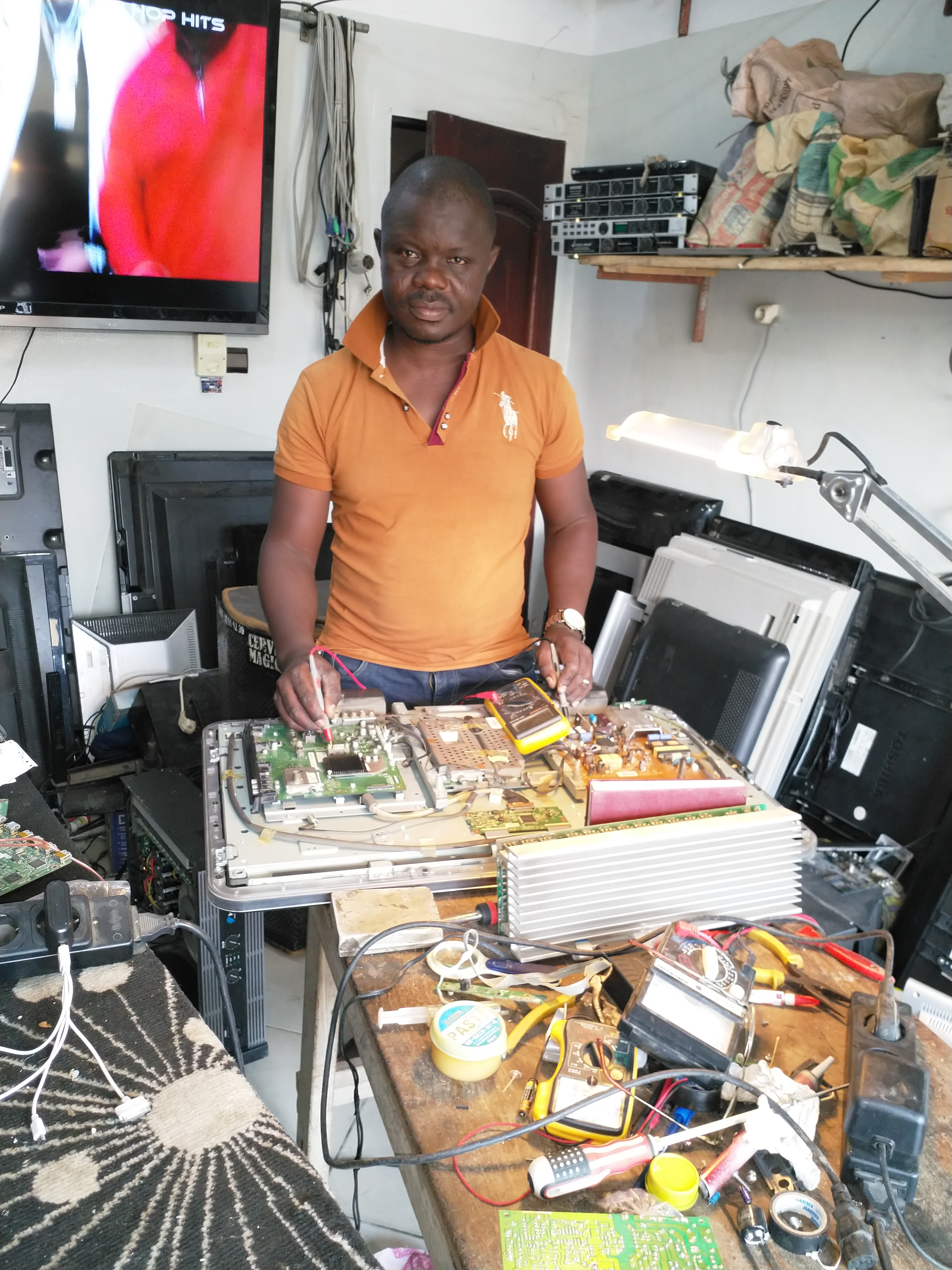
Réparateur de téléviseurs à Cotonou.

Les programmes de radio et de télévision sont diffusés par la Société de radio et télévision du Bénin.

### Radio
En 2025, on a dénombré environ 70 stations de radios, toutes catégories confondues, qui opèrent sur le territoire national.
- Radio Tokpa
- Radio France internationale
- BBC World Service

### Télévision
En 2025, quatre stations de télévision étaient opérationnelles dans le sud, une autre dans le centre du pays.
- Bénin TV
- Bénin TV Alafia
- TV Carrefour

## Internet
- Censure d'Internet au Bénin